# Narconon
Narconon International (også kendt som Narconon) er en organisation, der fremmer Scientologys grundlægger L. Ron Hubbards teorier om stofmisbrug behandling og afhængighed. Organisationen blev dannet i 1966 af scientologen William Benitez med Hubbards hjælp. Organisationens metoder for arbejdet med stofmisbrugere kritiseres for såvel sit teoretiske grundlag som for dokumentationen for dets resultater, herunder en række behandlingsrelaterede dødsfald.

## Hubbards teori
Iflg. L. Ron Hubbards hypotese oplagres de narkotiske stoffer og deres udsondringer i kroppens fedtvæv, hvorfra kan fjernes helt ved hård fysisk træning, ophold i sauna og et stort indtag af vitaminpræparater. Hypotesen er modbevist af forsøgsresultater og bestrides generelt af anerkendt lægevidenskab, da der ikke findes medicinske studier, der påviser nogen positiv virkning.

## Behandlingsresultater
Narcononbehandlingens påståede succesrate på 75-80% bestrides af såvel narkoeksperter som tidligere ansatte